# Mannar (district)
Mannar (Singalees: Mannārama; Tamil: Maṉṉār) is een district in de Noordelijke Provincie van Sri Lanka. Mannar heeft een oppervlakte van 1996 km² en telde in 2012 99.570 inwoners. De hoofdplaats is de plaats Mannar op het gelijknamige eiland Mannar.

## Bevolking
Volgens de volkstelling van 2012 telt het district Mannar 99.570 inwoners, een fikse daling vergeleken met 151.577 inwoners in 2001. Ruim driekwart van de bevolking leeft in dorpen op het platteland (75,5%). De urbanisatiegraad bedraagt 24,5%. 

#### Etniciteit en religie
Tamils vormen 81% van de bevolking, gevolgd door Sri Lankaanse Moren (17%) en een zeer kleine groep Singalezen (2%). 
De religieuze samenstelling is vrij heterogeen. De meerderheid van de bevolking is christelijk (58%), vooral rooms-katholiek. Ongeveer 24% is hindoeïstisch, 17% is islamitisch en minder dan 2% van de bevolking is boeddhistisch. Het district heeft het hoogste aandeel christenen in Sri Lanka.

Centrale Provincie (Kandy · Matale · Nuwara Eliya) · Oostelijke Provincie (Ampara · Batticaloa · Trincomalee) · Noordelijke Centrale Provincie (Anuradhapura · Polonnaruwa) · Noordelijke Provincie (Jaffna · Kilinochchi · Mannar · Mullaitivu · Vavuniya) · Noordwestelijke Provincie (Kurunegala · Puttalam) · Sabaragamuwa (Kegalle · Ratnapura) · Uva (Badulla · Moneragala) · Westelijke Provincie (Colombo · Gampaha · Kalutara) · Zuidelijke Provincie (Galle · Hambantota · Matara)